# Slovenská extraliga ledního hokeje 1998/1999
Sezóna 1998/1999 byla 6. ročníkem Slovnaft extraligy. Vítězem se stal tým HC Košice.

## Konečná tabulka základní části
| Poř. | Tým                  | Z  | V  | R | P  | VG  | OG  | B  |
| ---- | -------------------- | -- | -- | - | -- | --- | --- | -- |
| 1.   | HC Slovan Bratislava | 22 | 18 | 3 | 1  | 130 | 43  | 39 |
| 2.   | HC Košice            | 22 | 12 | 5 | 5  | 77  | 66  | 29 |
| 3.   | HK 36 Skalica        | 22 | 13 | 1 | 8  | 73  | 51  | 27 |
| 4.   | HKm Zvolen           | 22 | 8  | 8 | 6  | 70  | 62  | 24 |
| 5.   | HK Dukla Trenčín     | 22 | 10 | 4 | 8  | 63  | 47  | 24 |
| 6.   | HK Liptovský Mikuláš | 22 | 9  | 6 | 7  | 70  | 67  | 24 |
| 7.   | HC ŠKP Poprad        | 22 | 8  | 5 | 9  | 74  | 63  | 21 |
| 8.   | HK Spišská Nová Ves  | 22 | 8  | 3 | 11 | 62  | 77  | 19 |
| 9.   | ŠaHK Banská Bystrica | 22 | 7  | 4 | 11 | 55  | 75  | 18 |
| 10.  | HC Martin            | 22 | 7  | 4 | 11 | 58  | 77  | 18 |
| 11.  | HK VTJ Prešov        | 22 | 3  | 6 | 13 | 41  | 103 | 12 |
| 12.  | MHC Nitra            | 22 | 3  | 3 | 16 | 52  | 97  | 9  |

## Nadstavba
| Poř. | Tým                  | Z  | V  | R  | P  | VG  | OG  | B  |
| ---- | -------------------- | -- | -- | -- | -- | --- | --- | -- |
| 1.   | HC Slovan Bratislava | 42 | 32 | 5  | 5  | 245 | 102 | 69 |
| 2.   | HK 36 Skalica        | 42 | 20 | 6  | 16 | 135 | 118 | 46 |
| 3.   | HK Dukla Trenčín     | 42 | 20 | 6  | 16 | 125 | 114 | 46 |
| 4.   | HK Liptovský Mikuláš | 42 | 20 | 6  | 16 | 140 | 134 | 46 |
| 5.   | HC Košice            | 42 | 18 | 8  | 16 | 146 | 136 | 44 |
| 6.   | HKm Zvolen           | 42 | 12 | 12 | 18 | 117 | 144 | 36 |

## O udržení, baráž o extraligu
| Poř. | Tým                  | Z  | V  | R  | P  | VG  | OG  | B  |
| ---- | -------------------- | -- | -- | -- | -- | --- | --- | -- |
| 1.   | HC ŠKP Poprad        | 28 | 18 | 5  | 5  | 132 | 71  | 41 |
| 2.   | HK Spišská Nová Ves  | 28 | 17 | 7  | 4  | 110 | 71  | 41 |
| 3.   | ŠaHK Banská Bystrica | 28 | 17 | 5  | 6  | 85  | 62  | 39 |
| 4.   | HC Martin            | 28 | 11 | 10 | 7  | 85  | 77  | 35 |
| 5.   | MHC Nitra            | 28 | 8  | 9  | 11 | 91  | 95  | 25 |
| 6.   | HK ŠKP Žilina        | 28 | 8  | 4  | 16 | 66  | 98  | 20 |
| 7.   | HK VTJ Prešov        | 28 | 5  | 5  | 18 | 78  | 121 | 15 |
| 8.   | HK Spartak Dubnica   | 28 | 3  | 5  | 20 | 63  | 125 | 11 |

- Tato skupina byla zároveň kvalifikací o zbylá dvě místa v play off a také baráží o extraligu, neboť se do ní zapojily i dva nejlepší týmy 1. ligy (Dubnica a Žilina).
- Týmy na 3. až 8. místě této skupiny sestoupily do 1. ligy vzhledem ke snížení počtu účastníků extraligy na 8.

## Hráčské statistiky základní části

### Kanadské bodování
Toto je konečné pořadí hráčů podle dosažených bodů. Za jeden vstřelený gól nebo přihrávku na gól hráč získal jeden bod.
| Poř. | Hráč             | Tým                  | Z  | G  | A  | B  | TM | +/- |
| ---- | ---------------- | -------------------- | -- | -- | -- | -- | -- | --- |
| 1.   | Roman Iljin      | HC Slovan Bratislava | 51 | 33 | 36 | 69 | 63 | 68  |
| 2.   | Zdeno Cíger      | HC Slovan Bratislava | 40 | 26 | 32 | 58 | 8  | --  |
| 3.   | Ján Lipiansky    | HC Slovan Bratislava | 40 | 29 | 28 | 57 | 39 | --  |
| 4.   | Peter Junas      | HC ŠKP Poprad        | 53 | 29 | 27 | 56 | 44 | 26  |
| 5.   | Martin Miklík    | MHC Nitra            | 50 | 33 | 22 | 55 | 14 | --  |
| 6.   | Marek Uram       | HK Liptovský Mikuláš | 46 | 28 | 27 | 55 | 40 | --  |
| 7.   | Ľubomír Kolník   | HC Slovan Bratislava | 48 | 27 | 27 | 54 | 10 | --  |
| 8.   | Miroslav Škovíra | HC ŠKP Poprad        | 52 | 19 | 35 | 54 | 47 | 22  |
| 9.   | Radoslav Kropáč  | HC Slovan Bratislava | 50 | 30 | 23 | 53 | 30 | --  |
| 10.  | Ladislav Karabin | HK Spišská Nová Ves  | 47 | 25 | 28 | 53 | 70 | --  |

## Vyřazovací boje
|  | Čtvrtfinále          | Čtvrtfinále          |                      |   | Semifinále | Semifinále |  |  | Finále | Finále |
|  |                      |                      |                      |   |            |            |  |  |        |        |
|  |                      |                      |                      |   |            |            |  |  |        |        |
|  | HKm Zvolen           | 3                    |                      |   |            |            |  |  |        |        |
|  | HKm Zvolen           | 3                    |                      |   |            |            |  |  |        |        |
|  | HK Dukla Trenčín     | 0                    |                      |   |            |            |  |  |        |        |
|  | HK Dukla Trenčín     | 0                    | HKm Zvolen           | 0 |            |            |  |  |        |        |
|  |                      |                      | HKm Zvolen           | 0 |            |            |  |  |        |        |
|  |                      | HC Slovan Bratislava | 3                    |   |            |            |  |  |        |        |
|  | HC Slovan Bratislava | HC Slovan Bratislava | 3                    | 3 |            |            |  |  |        |        |
|  | HC Slovan Bratislava |                      |                      | 3 |            |            |  |  |        |        |
|  | HK Spišská Nová Ves  | 0                    |                      |   |            |            |  |  |        |        |
|  | HK Spišská Nová Ves  | 0                    | HC Slovan Bratislava | 1 |            |            |  |  |        |        |
|  |                      |                      | HC Slovan Bratislava | 1 |            |            |  |  |        |        |
|  |                      | HC Košice            | 3                    |   |            |            |  |  |        |        |
|  | HC Košice            | HC Košice            | 3                    | 3 |            |            |  |  |        |        |
|  | HC Košice            |                      |                      | 3 |            |            |  |  |        |        |
|  | HK Liptovský Mikuláš | 1                    |                      |   |            |            |  |  |        |        |
|  | HK Liptovský Mikuláš | 1                    | HC Košice            | 3 |            |            |  |  |        |        |
|  |                      |                      | HC Košice            | 3 |            |            |  |  |        |        |
|  |                      | HK 36 Skalica        | 0                    |   |            |            |  |  |        |        |
|  | HC ŠKP Poprad        | HK 36 Skalica        | 0                    | 0 |            |            |  |  |        |        |
|  | HC ŠKP Poprad        |                      |                      | 0 |            |            |  |  |        |        |
|  | HK 36 Skalica        | 3                    |                      |   |            |            |  |  |        |        |
|  | HK 36 Skalica        | 3                    |                      |   |            |            |  |  |        |        |

## Finále
| Utkání   | Finalista            |      | Finalista            | Výsledek |
| -------- | -------------------- | ---- | -------------------- | -------- |
| 1.utkání | HC Slovan Bratislava | ---- | HC Košice            | 4 : 1    |
| 2.utkání | HC Slovan Bratislava | ---- | HC Košice            | 5 : 6    |
| 3.utkání | HC Košice            | ---- | HC Slovan Bratislava | 3 : 2    |
| 4.utkání | HC Košice            | ---- | HC Slovan Bratislava | 3 : 0    |

## All-Star-Team
| Pozice  | Jméno             | Tým                  |
| ------- | ----------------- | -------------------- |
| Brankář | Pavol Rybár       | HK 36 Skalica        |
| Obránce | Vladimír Vlk      | HK 36 Skalica        |
| Obránce | Ľubomír Višňovský | HC Slovan Bratislava |
| Útočník | Igor Liba         | HC Košice            |
| Útočník | Roman Iljin       | HC Slovan Bratislava |
| Útočník | Zdeno Cíger       | HC Slovan Bratislava |